# 1834 год в истории железнодорожного транспорта
1834 год в истории железнодорожного транспорта

## События

### В России

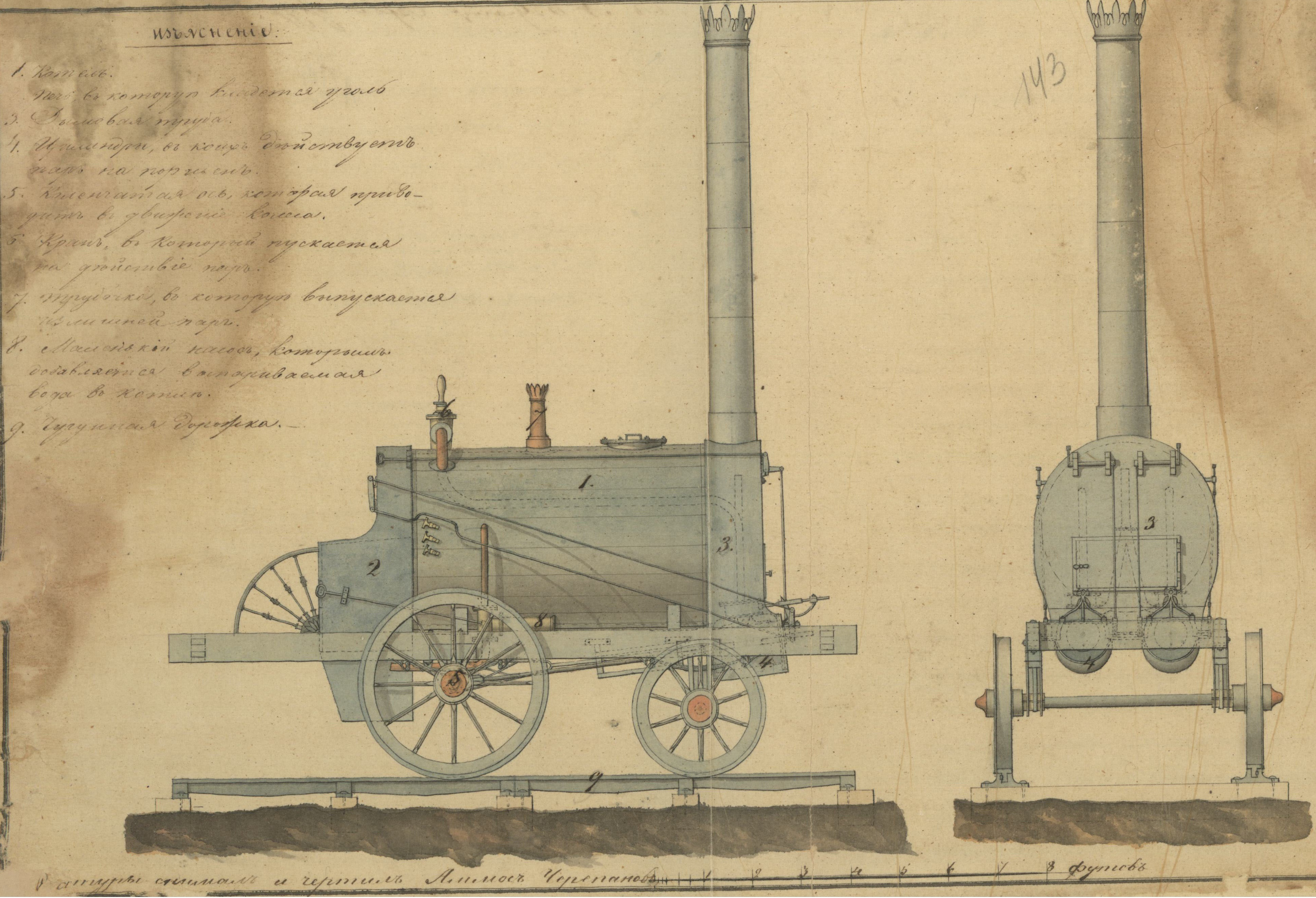
Чертёж первого российского паровоза

- В России построен первый паровоз. Он начал работать на Нижнетагильской железной дороге. Паровоз был построен Е. А. Черепановым с сыновьями.[1]

### В мире
- В Ирландии построена первая железнодорожная линия Дублин — Кингстон.[1]